# Annemarie Düringer
Pour les articles homonymes, voir Düringer.
Annemarie Düringer, de son vrai nom Anne-Marie Düringer, est une actrice suisse née le 26 novembre 1925 à Arlesheim (Suisse) et morte le 26 novembre 2014 à Baden (Autriche) le jour de ses 89 ans.

## Biographie
Descendante d'une famille d'industriels suisses, Annemarie Düringer suit une formation dans une école de commerce avant de commencer le cours Simon en 1946 à Paris. Elle poursuit ensuite sa formation d'actrice dès 1947 pendant deux ans au Max-Reinhardt-Seminar viennois.

## Filmographie partielle

### Cinéma (extrait)
- 1954 : Le Beau Danube bleu (Ewiger Walzer) de Paul Verhoeven
- 1954 : Prison d'amour (Gefangene der Liebe) de Rudolf Jugert
- 1957 : La Nuit quand le diable venait (Nachts, wenn der Teufel kam), de Robert Siodmak
- 1959 : Cinq secondes à vivre (Count Five and Die), de Victor Vicas
- 1961 : Drôle de menteur (Der Lügner) de Ladislas Vajda
- 1976 : L'Ombre des anges (Schatten der Engel), de Daniel Schmid
- 1977 : La Dentellière, de Claude Goretta
- 1982 : Le Secret de Veronika Voss, de Rainer Werner Fassbinder
- 1984 : Die Familie oder Schroffenstein, de Hans Neuenfels

### Télévision
- 2009 : Sous un autre jour, d'Alain Tasma

## Théâtre (extrait)
- 1960 : Le Songe d'une nuit d'été de William Shakespeare, Titania, Burgtheater
- 1979 : Sappho de Franz Grillparzer, Sappho, Burgtheater

## Distinctions
- En 1958 : Deutscher Filmpreis pour Nachts, wenn der Teufel kam (meilleur second rôle)
- En 1963 : nomination comme Kammerschauspielerin
- En 1968 : la croix für Wissenschaft und Kunst 1. Klasse
- Le grand Ehrenzeichen der Republik Österreich (médaille d'honneur de la ville de Vienne)
- En 1974 : Anneau Hans Reinhart (Suisse)
- En 1977 : Kainz-Medaille
- 2000-2014 : dépositaire de l'anneau d'Alma Seidler (Alma-Seidler Ring)
- 2001-2014 : Doyenne du théâtre viennois[2]
- En 2005 : Goldenes Ehrenzeichen für Verdienste um das Land Wien